# Seznam dílů seriálu Jurský svět: Křídový kemp
Toto je seznam dílů seriálu Jurský svět: Křídový kemp. Americký animovaný televizní seriál Jurský svět: Křídový kemp, odehrávající se ve světě Jurského parku, měl premiéru 18. září 2020 na Netflixu.

## Přehled řad
| Řada | Díly | Premiéra na Netflixu |                   |
| ---- | ---- | -------------------- | ----------------- |
| 1    | 8    | 18. září 2020        | 18. září 2020     |
| 2    | 8    | 22. ledna 2021       | 22. ledna 2021    |
| 3    | 10   | 21. května 2021      | 21. května 2021   |
| 4    | 11   | 3. prosince 2021     | 3. prosince 2021  |
| 5    | 12   | 21. července 2022    | 21. července 2022 |

## Seznam dílů

### První řada (2020)
| Č. v seriálu | Č. v řadě | Původní název             | Český název              | Režie          | Scénář                      | Premiéra na Netflixu |
| ------------ | --------- | ------------------------- | ------------------------ | -------------- | --------------------------- | -------------------- |
| 1            | 1         | Camp Cretaceous           | Křídový kemp             | Lane Lueras    | Zack Stentz a Scott Kreamer | 18. září 2020        |
| 2            | 2         | Secrets                   | Tajemství                | Dan Riba       | Sheela Shrinivas            | 18. září 2020        |
| 3            | 3         | The Cattle Drive          | Projížďka s dinosaury    | Zesung Kang    | Rick Williams               | 18. září 2020        |
| 4            | 4         | Things Fall Apart         | Občas něco nevyjde       | Michael Mullen | M. Willis                   | 18. září 2020        |
| 5            | 5         | Happy Birthday, Eddie!    | Všechno nejlepší, Eddie! | Zesung Kang    | Josie Campbell              | 18. září 2020        |
| 6            | 6         | Welcome to Jurassic World | Vítejte v Jurském světě  | Michael Mullen | Zack Stentz                 | 18. září 2020        |
| 7            | 7         | Last Day of Camp          | Poslední den v kempu     | Eric Elrod     | Sheela Shrinivas            | 18. září 2020        |
| 8            | 8         | End of the Line           | Konečná stanice          | Zesung Kang    | Scott Kreamer               | 18. září 2020        |

### Druhá řada (2021)
| Č. v seriálu | Č. v řadě | Původní název     | Český název                | Režie          | Scénář                    | Premiéra na Netflixu |
| ------------ | --------- | ----------------- | -------------------------- | -------------- | ------------------------- | -------------------- |
| 9            | 1         | A Beacon of Hope  | Signál naděje              | Michael Mullen | Rick Williams             | 22. ledna 2021       |
| 10           | 2         | The Art of Chill  | Jen tak si trochu dáchnout | Eric Elrod     | M. Willis                 | 22. ledna 2021       |
| 11           | 3         | The Watering Hole | Napajedlo                  | Zesung Kang    | Bethany Armstrong Johnson | 22. ledna 2021       |
| 12           | 4         | Salvation         | Spása                      | Michael Mullen | Sheela Shrinivas          | 22. ledna 2021       |
| 13           | 5         | Brave             | Kuráž                      | Eric Elrod     | Lindsay Kerns             | 22. ledna 2021       |
| 14           | 6         | Misguided         | Průvodce                   | Leah Artwick   | Rick Williams             | 22. ledna 2021       |
| 15           | 7         | Step One          | Bod první                  | Michael Mullen | Sheela Shrinivas          | 22. ledna 2021       |
| 16           | 8         | Chaos Theory      | Teorie chaosu              | Eric Elrod     | Josie Campbell            | 22. ledna 2021       |

### Třetí řada (2021)
| Č. v seriálu | Č. v řadě | Původní název           | Český název        | Režie          | Scénář                                                                     | Premiéra na Netflixu |
| ------------ | --------- | ----------------------- | ------------------ | -------------- | -------------------------------------------------------------------------- | -------------------- |
| 17           | 1         | View from the Top       | Na větrné hůrce    | Leah Artwick   | Lindsay Kerns                                                              | 21. května 2021      |
| 18           | 2         | Safe Harbor             | Na vlnách pohody   | Michael Mullen | Rick Williams                                                              | 21. května 2021      |
| 19           | 3         | Casa De Kenji           | Casa de Kenji      | Eric Elrod     | Sheela Shrinivas, Bethany Armstrong Johnson, Lindsay Kerns a Rick Williams | 21. května 2021      |
| 20           | 4         | Clever Girl             | Chytrá holka       | Leah Artwick   | Zack Stentz                                                                | 21. května 2021      |
| 21           | 5         | Eye of the Storm        | V oku bouře        | Michael Mullen | Bethany Armstrong Johnson                                                  | 21. května 2021      |
| 22           | 6         | The Long Run            | Běh o život        | Eric Elrod     | Sheela Shrinivas                                                           | 21. května 2021      |
| 23           | 7         | A Shock to the System   | Šok systému        | Leah Artwick   | Bethany Armstrong Johnson a Rick Williams                                  | 21. května 2021      |
| 24           | 8         | Escape from Isla Nublar | Útěk z Isla Nublar | Michael Mullen | Lindsay Kerns                                                              | 21. května 2021      |
| 25           | 9         | Whatever It Takes       | Za každou cenu     | Eric Elrod     | Joanna Lewis a Kristine Songco                                             | 21. května 2021      |
| 26           | 10        | Stay on Mission         | Držme se mise      | Leah Artwick   | Rick Williams                                                              | 21. května 2021      |

### Čtvrtá řada (2021)
| Č. v seriálu | Č. v řadě | Původní název          | Český název                 | Režie          | Scénář                         | Premiéra na Netflixu |
| ------------ | --------- | ---------------------- | --------------------------- | -------------- | ------------------------------ | -------------------- |
| 27           | 1         | Beneath the Surface    | Pod hladinou                | Michael Mullen | Sheela Shrinivas               | 3. prosince 2021     |
| 28           | 2         | At Least...            | Aspoň...                    | Eric Elrod     | Bethany Armstrong Johnson      | 3. prosince 2021     |
| 29           | 3         | Turning Dr. Turner     | Prozření doktorky Turnerové | Leah Artwick   | Joanna Lewis a Kristine Songco | 3. prosince 2021     |
| 30           | 4         | Rude Awakening         | Ledová sprcha               | Michael Mullen | Rick Williams                  | 3. prosince 2021     |
| 31           | 5         | The Long Game          | Neprůstřelný plán           | Eric Elrod     | Sheela Shrinivas               | 3. prosince 2021     |
| 32           | 6         | Mission Critical       | Krizové řešení              | Leah Artwick   | Bethany Armstrong Johnson      | 3. prosince 2021     |
| 33           | 7         | Staying Alive          | Hlavně přežít               | Michael Mullen | Joanna Lewis a Kristine Songco | 3. prosince 2021     |
| 34           | 8         | Technical Difficulties | Technické potíže            | Eric Elrod     | Rick Williams                  | 3. prosince 2021     |
| 35           | 9         | Dino-Sitting           | Dinosauří chůvy             | Leah Artwick   | Sheela Shrinivas               | 3. prosince 2021     |
| 36           | 10        | Taking Control         | Převzetí kontroly           | Michael Mullen | Leore Berris                   | 3. prosince 2021     |
| 37           | 11        | Who's the Boss?        | Kdo je šéf?                 | Eric Elrod     | Bethany Armstrong Johnson      | 3. prosince 2021     |

### Pátá řada (2022)
| Č. v seriálu | Č. v řadě | Původní název   | Český název             | Režie          | Scénář                                                      | Premiéra na Netflixu |
| ------------ | --------- | --------------- | ----------------------- | -------------- | ----------------------------------------------------------- | -------------------- |
| 38           | 1         | Reunited        | Zase spolu              | Leah Artwick   | Joanna Lewis a Kristine Songco                              | 21. července 2022    |
| 39           | 2         | The Final Test  | Závěrečná zkouška       | Michael Mullen | Leore Berris                                                | 21. července 2022    |
| 40           | 3         | Battle Lines    | Bojové linie            | Eric Elrod     | Rick Williams                                               | 21. července 2022    |
| 41           | 4         | Evasive Action  | Úhybný manévr           | Leah Artwick   | Bethany Armstrong Johnson                                   | 21. července 2022    |
| 42           | 5         | Shaky Ground    | Zemětřesení             | Michael Mullen | Joanna Lewis a Kristine Songco                              | 21. července 2022    |
| 43           | 6         | Out of the Pack | Sama bez smečky         | Eric Elrod     | Leore Berris                                                | 21. července 2022    |
| 44           | 7         | The Leap        | Velký skok              | Leah Artwick   | Bethany Armstrong Johnson a Rick Williams                   | 21. července 2022    |
| 45           | 8         | Clean Break     | Rozchod                 | Michael Mullen | Sheela Shrinivas                                            | 21. července 2022    |
| 46           | 9         | The Core        | Jádro                   | Eric Elrod     | Joanna Lewis a Kristine Songco                              | 21. července 2022    |
| 47           | 10        | Arrival         | Příjezd                 | Leah Artwick   | Leore Berris                                                | 21. července 2022    |
| 48           | 11        | The Last Stand  | Tváří v tvář přesile    | Michael Mullen | Bethany Armstrong Johnson, Sheela Shrinivas a Rick Williams | 21. července 2022    |
| 49           | 12        | The Nublar Six  | Šestka z ostrova Nublar | Eric Elrod     | Bethany Armstrong Johnson, Sheela Shrinivas a Rick Williams | 21. července 2022    |